# Guateque
Guateque es un municipio colombiano capital de la Provincia del Oriente en el suroeste del departamento de Boyacá, 125 kilómetros al sur de Tunja, capital departamental, y a 112 km al este de Bogotá.

## Toponimia

### Origen lingüístico[3]
- Familia lingüística: Chibcha
- Lengua: Muysccubun

### Significado
Guateque es una variación del vocablo guatoc, que en lengua muisca expresa 'rio de montaña, quebrada, arroyo'. También puede significar 'rey de los vientos'. Guateque posiblemente pertenece a la lengua general Muisca y presenta los vocablos gua-gwa 'cerro, montaña, cordillera', te-teib-tei 'boquerón, grieta, apertura en la montaña de forma alargada y redondeada como un aboca', que-ke 'fuerte, vigoroso'.
En otra aproximación gua significa 'Monte de paz' y guate es la idea de lo más alto y elevado. Guateque y Guatoc tienen la misma estructura gramatical gua, que era cacique de la tribu chibcha.

### Origen / Motivación
La denominación Guateque es en honor al dirigente indígena de la región, la cual también llevaba el mismo nombre.

## Historia
En el año 1537 el Capitán Pedro Fernández de Valenzuela, comisionado por Quesada para encontrar los filones esmeraldíferos de Somondoco, es enviado a la región y descubre una hoya de laderas que se entrelazan en una topografía bañada por los ríos Somondoco, Machetá y Súnuba, colindando con Cundinamarca. Con la llegada de Gonzalo Jiménez de Quesada a la hoya el 24 de junio de 1537, a la población indígena de Tenzuca la nombró San Juan. Posteriormente los españoles la denominaron Tenza, en descomposición de la palabra Tenzuca que era la capital indígena de la región, gobernada por el cacique Runi, tributario de Hunza. 
En la hoya de Tenzuca la colonia construyó un conjunto de centros urbanos que hoy se conocen con los nombres de Guateque, Tenza, Garagoa, Somondoco, Guayata, Sutatenza, Almeida, Macanal y Pachavita, conformando el llamado Valle de Tenza.
El personaje más reconocido que ha dado Guateque, ha sido el expresidente de la república Enrique Olaya Herrera, el cual gobernó el país entre 1930 y 1934.

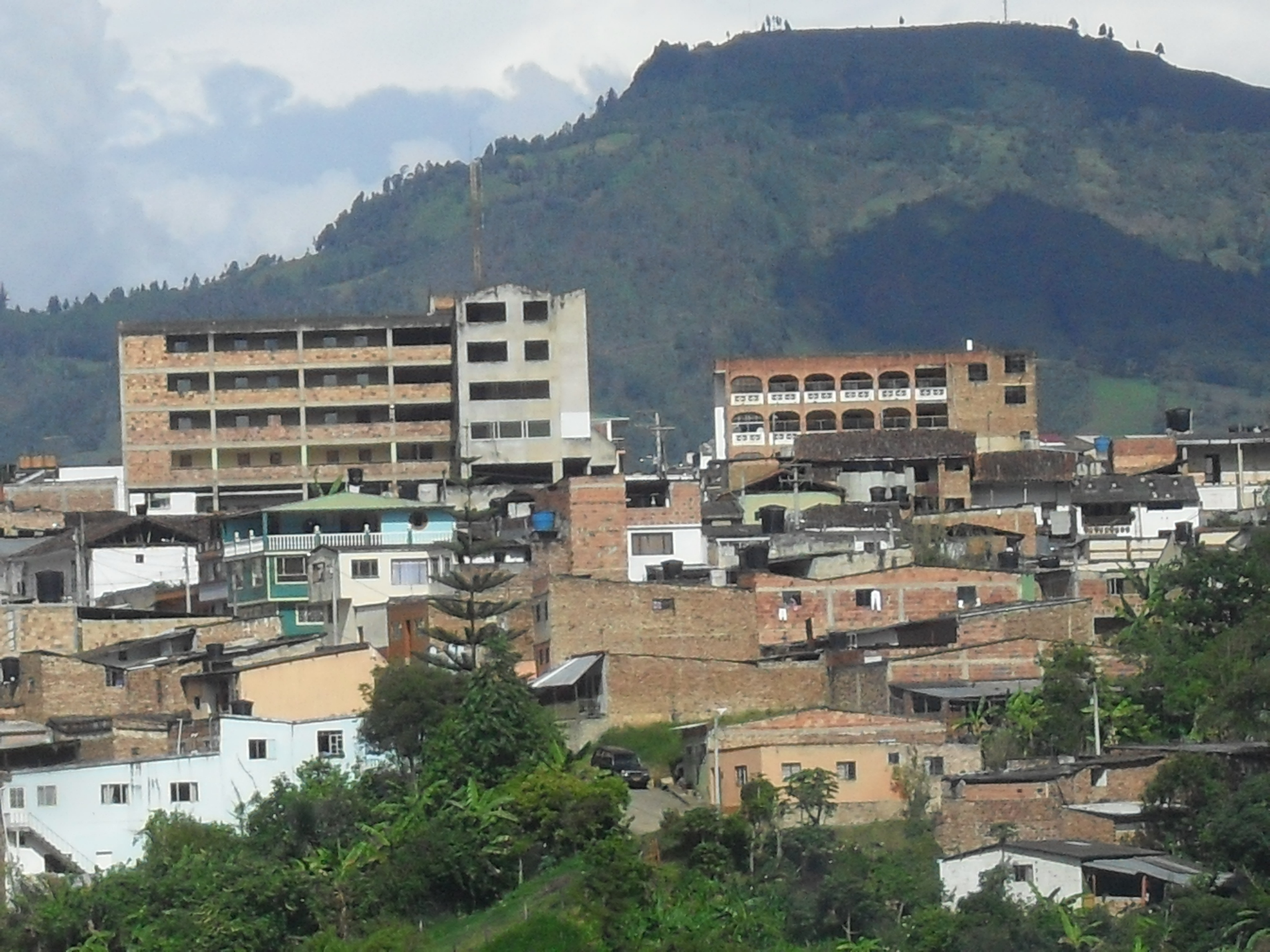
Guateque, visto desde la salida hacia Bogotá. Al fondo se aprecia la cima del cerro de Somondoco.

## Geografía
El municipio está ubicado en las estribaciones de la cordillera oriental, teniendo un relieve ondulado, quebrado y escarpado. Guateque tiene como cuenca principal el río Súnuba, formado por la unión de los ríos Aguacias y Machetá, y desemboca en la represa de Chivor.
El municipio de Guateque tiene una población de 10.921 personas, de las cuales 6.985 viven en el casco urbano y 2.937 habitan la zona rural. Es uno de los más densos del departamento. La población en su mayoría es de raza blanca, el resto de la población es mestiza. Los habitantes del municipio se reconocen por su hospitalidad y buen trato hacia el turista.

### Límites municipales
Guateque está delimitado por los siguientes municipios de su propio departamento y al norte y oeste con Cundinamarca.
| Noroeste: Límite entre Tibirita y Manta ( Cundinamarca)             | Norte: Tibirita ( Cundinamarca) | Nordeste: Tenza                 |
| Oeste: Manta ( Cundinamarca) (Río Súnuba)                           |                                 | Este: Sutatenza                 |
| Suroeste: Límite entre Manta ( Cundinamarca) y Guayatá (Río Súnuba) | Sur: Guayatá (Río Súnuba)       | Sureste: Somondoco (Río Súnuba) |

## Economía
El sector agropecuario representa cerca de la mitad de las actividades económicas, especialmente los cultivos de maíz y tomate, También en la ganadería, y la industria pirotécnica y de lácteos. Seguido por las actividades de servicios y de manufactura. En los últimos años Guateque ha sido el centro económico del Valle de Tenza siendo potencia junto al municipio de Garagoa.

## Salud
El Municipio cuenta con la ESE Hospital Regional nivel II del Valle de Tenza, ubicado en el kilómetro 1 vía Guateque a Sutatenza. Presta servicios de baja y mediana complejidad a los municipios que conforman la región de Oriente y Neira, cuenta con profesionales idóneos y adecuada tecnología para cumplir criterios de eficiencia, calidad y humanización del servicio. El área de consulta externa especializada brinda servicios de Pediatría, Medicina interna, Cirugía general, Ortopedia, Nutrición, Psicología, Ginecología y Obstetricia. Actualmente (2020) el hospital se encuentra bajo la dirección de la Dra. Gloria Yaneth Manrique Abril. Adicionalmente en municipio cuenta con una sede de la EPS MEDIMAS.

## Ferias y fiestas
Las tradicionales ferias y fiestas de Guateque se realizan en la temporada decembrina usualmente entre los días 23 y 27 de diciembre, en su cronograma se incluyen actividades para los niños y niñas guatecanas, actividades deportivas y recreativas como pruebas atléticas, carreras de balineras, de carretas, de encostalados y de aros, retretas musicales, cabalgatas de integración guatecana, desfiles de comparsas y carrozas por las principales calles del municipio, Verbenas populares, alboradas musicales, día de la juventud y espectáculos cómico taurinos. 
Guateque es reconocido por la Fiesta de polvorero, evento que se realiza en el mes de enero, el fin de semana que coincide con los días 20 - 25. Este festival se realiza en honor a la Virgen del Carmen patrona de los polvoreros. Al año 2020 se realizó la versión XXVII de este festival cuyo principal precursor fue Juan de Jesús Celis y figuran como fundadores los pirotécnicos del gremio Santos Garzón Benito, Genaro Garzón Benito, Ramon Carranza, Juan Celis, Miguel Garzón, Marcos Castañeda y Diositeo Diaz. Consiste en todo un show y despliegue de luces y juegos pirotécnicos, acompañado de las tradicionales verbenas, carrozas, comparsas y exposiciones equinas y bovinas. A estas fiestas suelen asistir miles de espectadores ansiosos de todas partes de Colombia. 
En Boyacá el municipio de Guateque es reconocido como Ciudad de Luz por su gran despliegue y elaboración de pirotecnia, arte que ha sido heredado de varias familias guatecanas pioneras de la industria tanto en el municipio como de la región. En el Festival Pirotécnico se pueden encontrar diferentes delegaciones que llegan de todas partes de Colombia. Se espera que en el futuro el Festival albergará delegaciones pirotécnicas de todo el hermoso 
mundo.

## Emisora
La Guatecana Stereo 98.6 FM, ubicada en Guateque-Boyacá, capital del Oriente, cubre el Valle de Tenza y sus alrededores, es la emisora comunitaria oficial del municipio con una programación informativa, musical, cultural y de entretenimiento, consolidándose como el medio de comunicación que llega a cada rincón de esta región.

## Galería

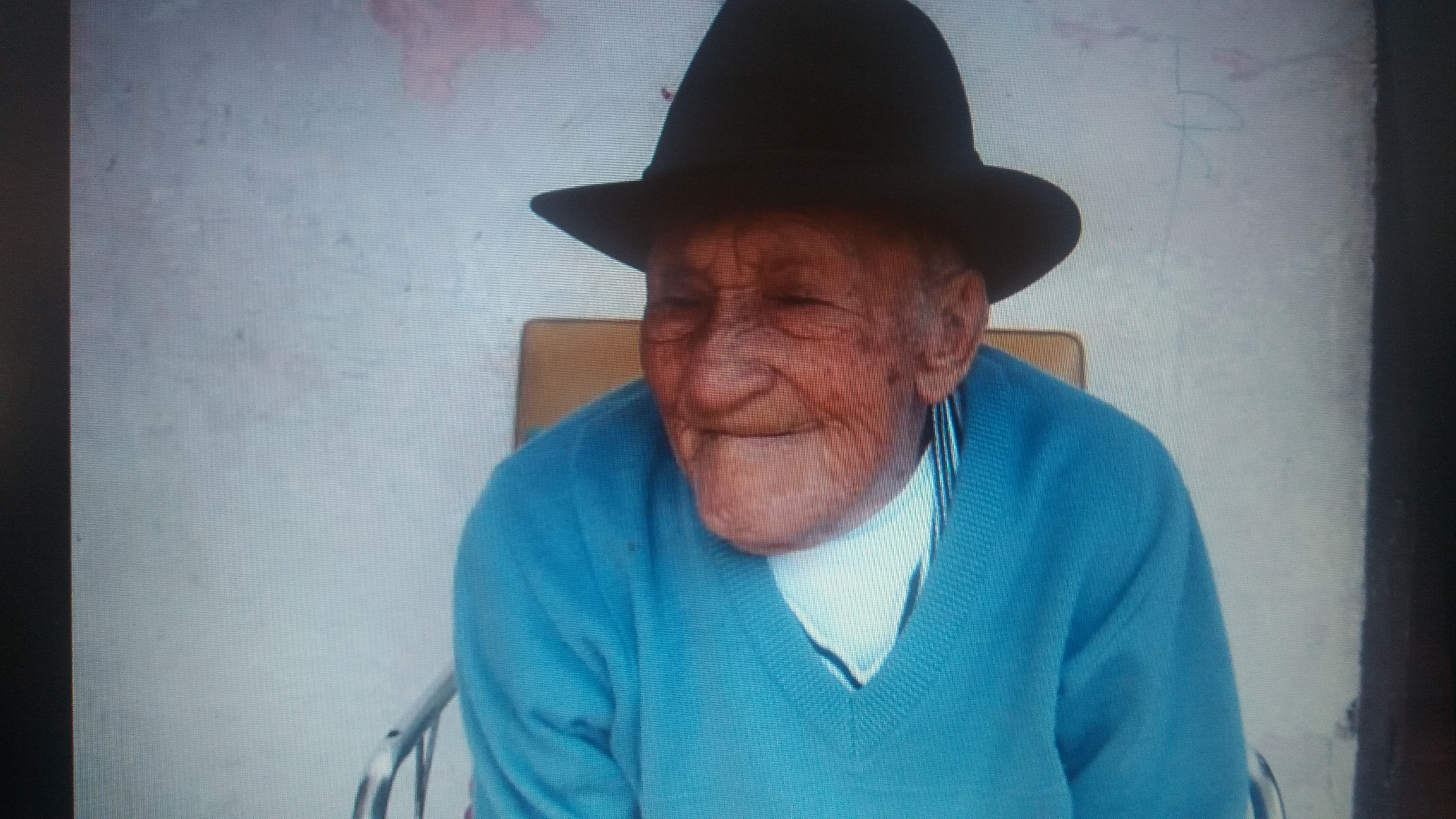
Juan de Jesús Celis.Muerte 2024
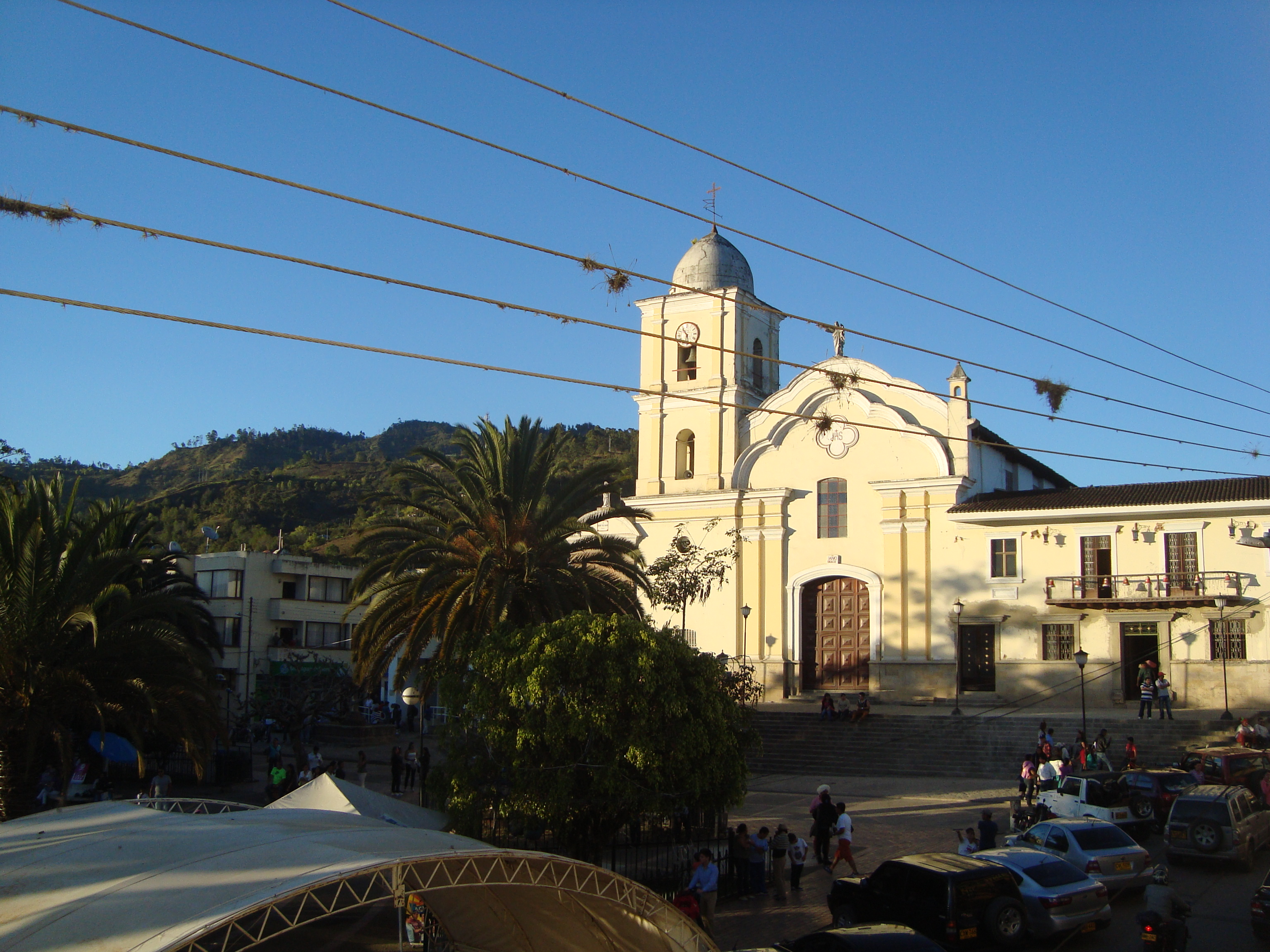
Parroquia de San José, 2014.
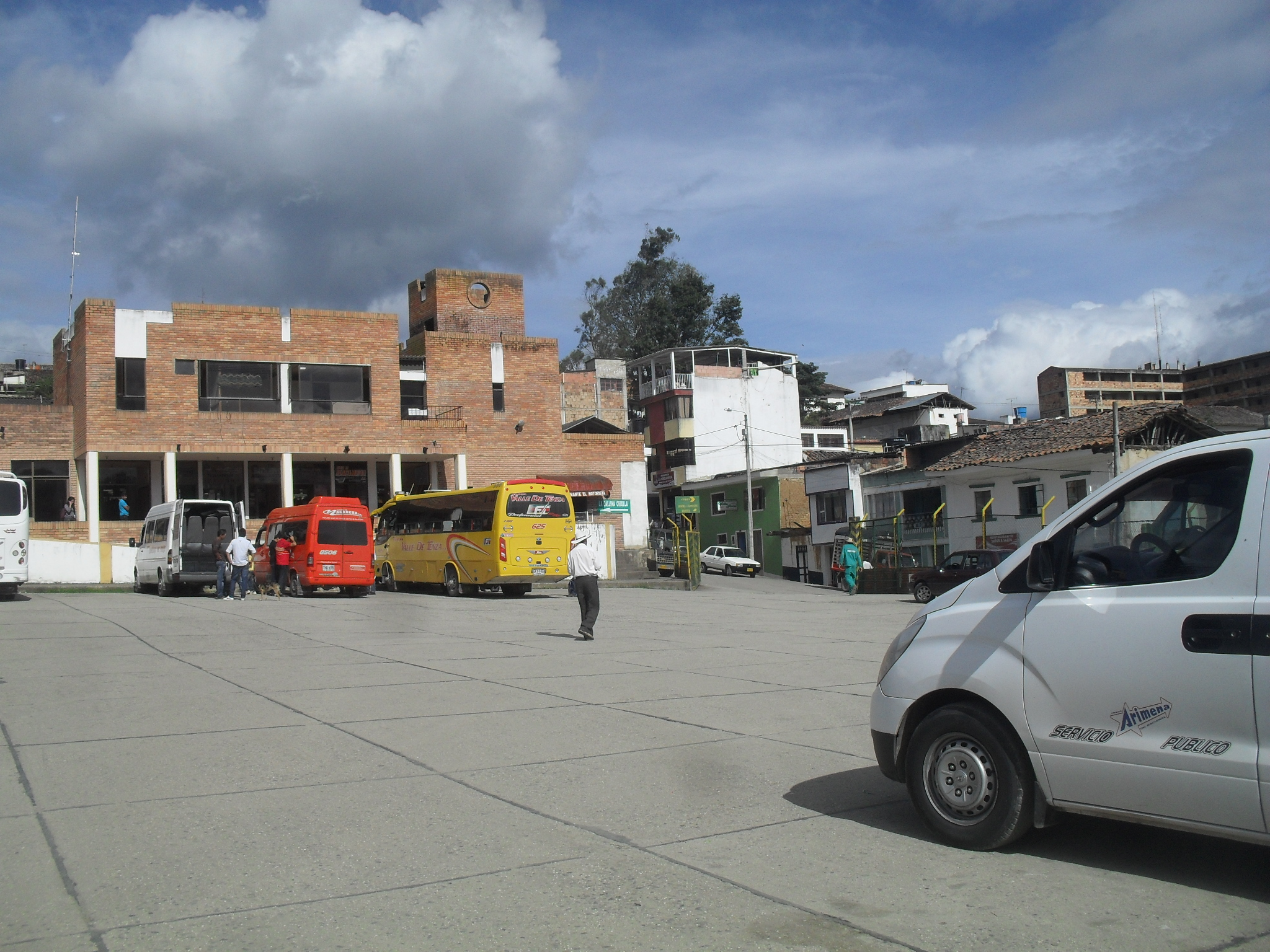
Terminal de Buses del Pueblo.
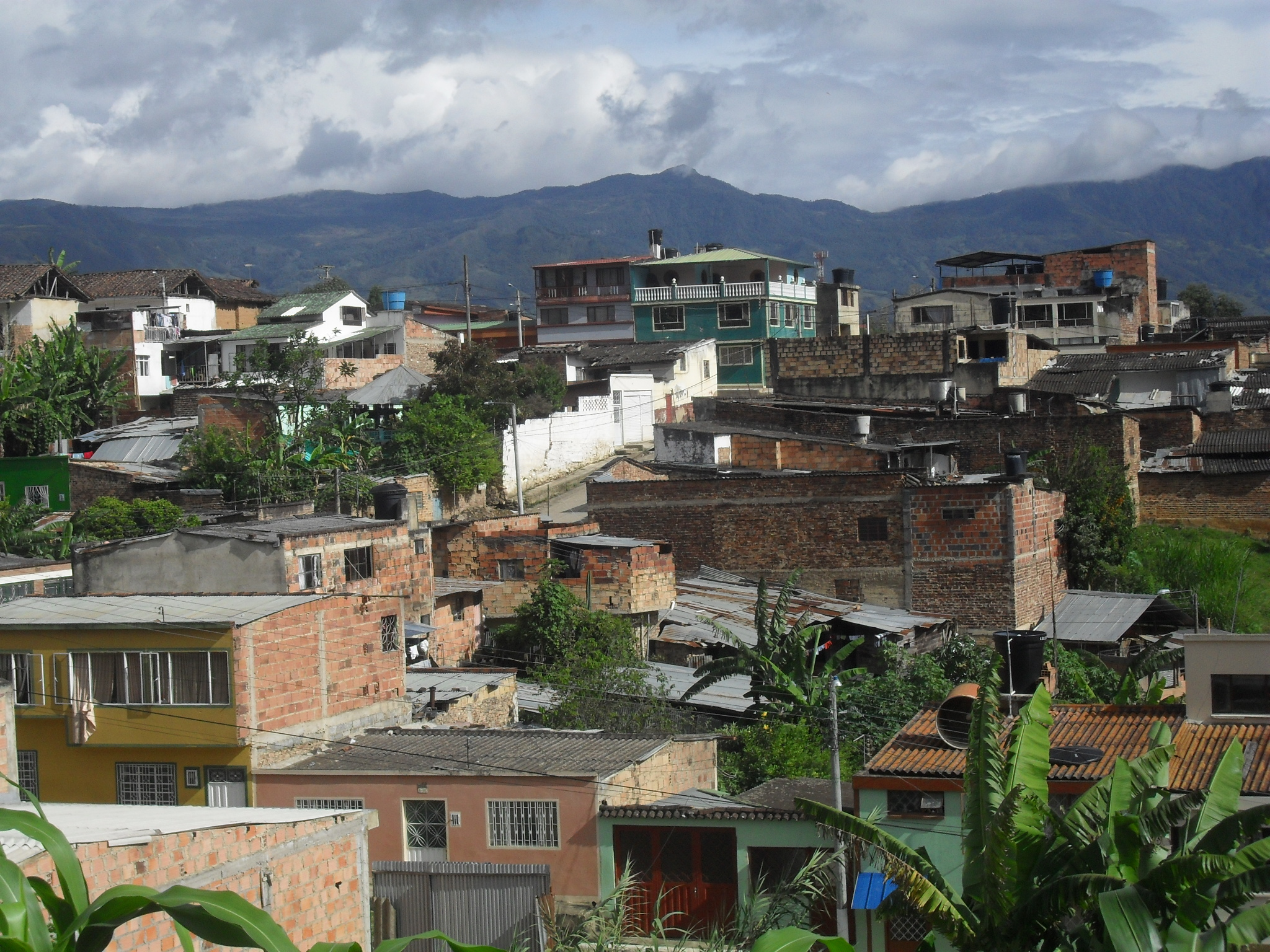
Vista del Pueblo.
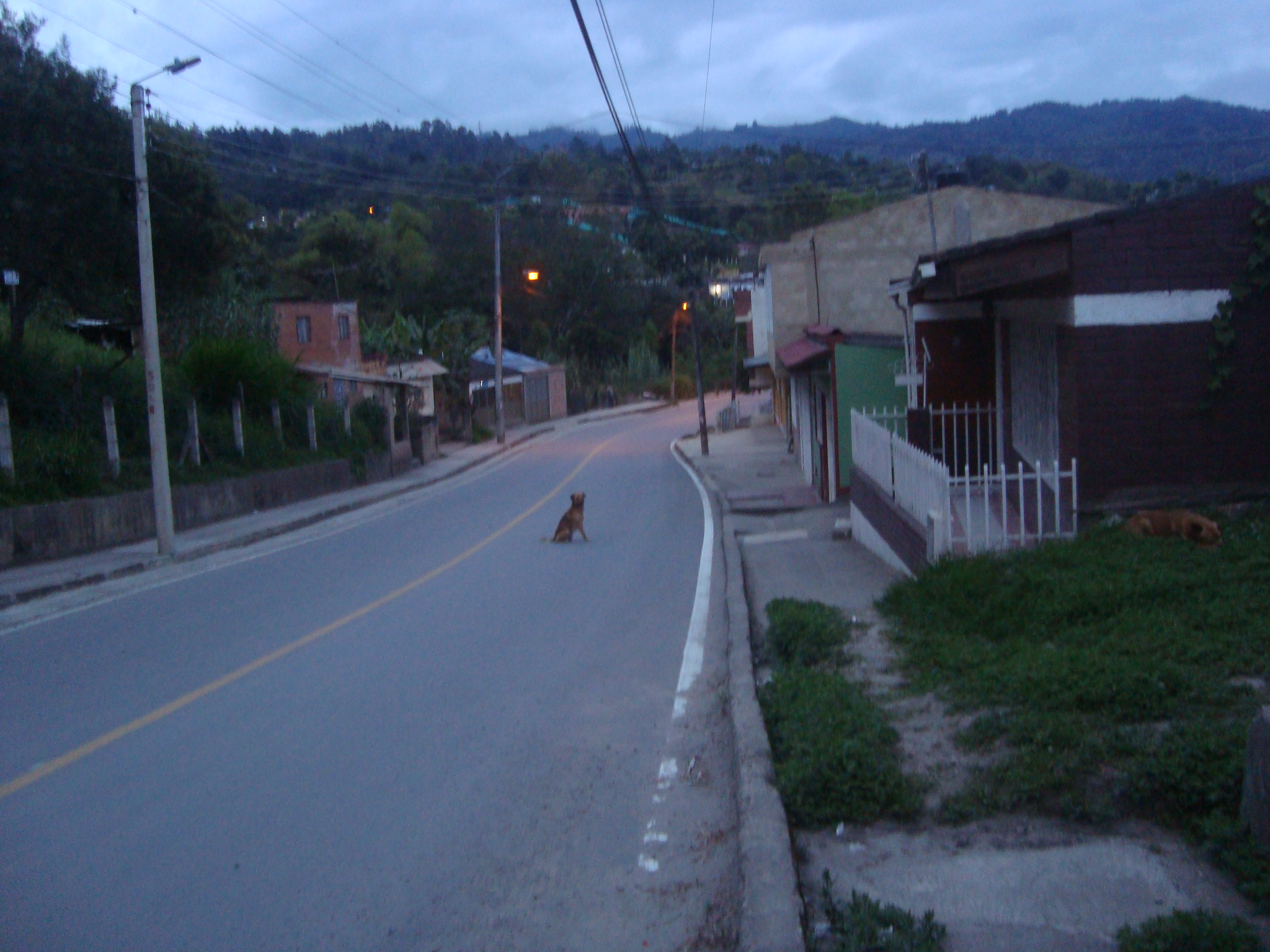
Salida a Sutatenza
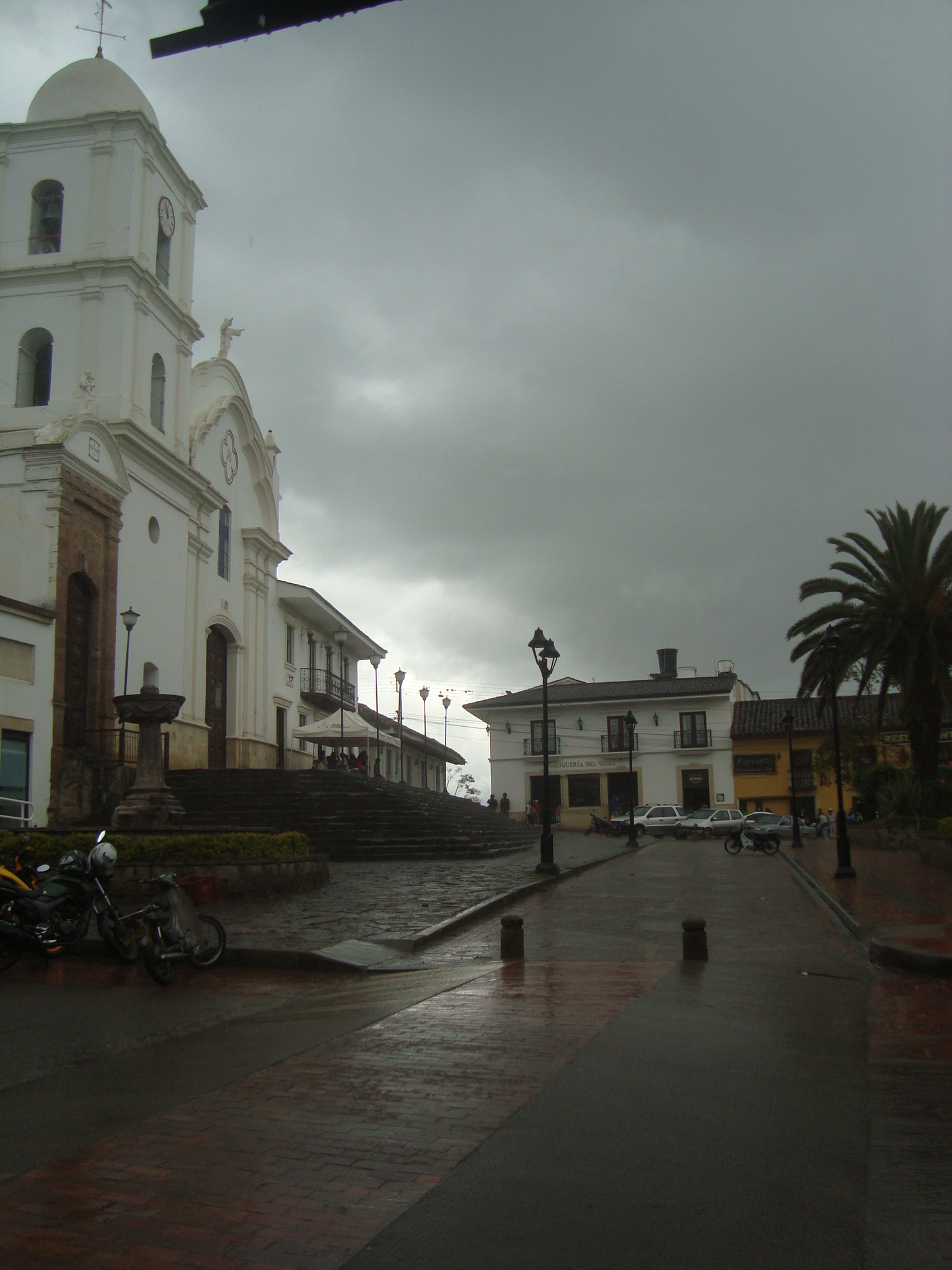
Lluvia en Guateque